# 檀ノ浦 (屋島)
檀ノ浦（だんのうら）は、香川県高松市屋島の東側にかつて存在した浦。治承・寿永の乱（源平合戦）の屋島の戦いで戦場となった屋島の東麓の低所。現在行政上の所在地は香川県高松市屋島東町の一角である。瀬戸内海国立公園指定区域でもある。
同じく源平合戦の壇ノ浦の戦いで知られる長門国（現・山口県西部）の壇ノ浦は、通常土偏の「壇」が用いられるのに対し、屋島の檀ノ浦は木偏の「檀」が用いられる。また、長門国の壇ノ浦と区別するために「讃岐檀ノ浦」と呼ばれることもある。

## 概要

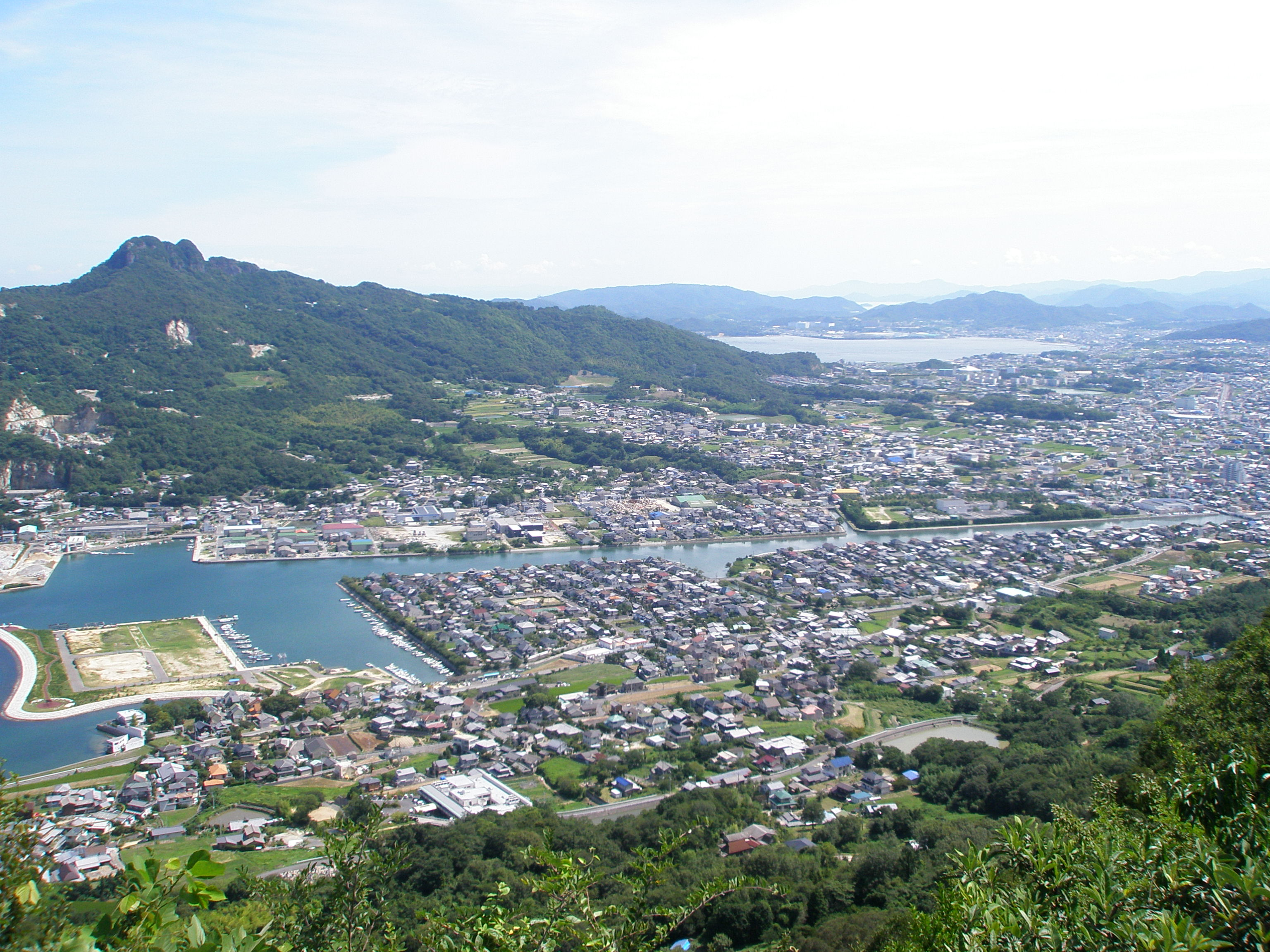
屋島の談古嶺から相引川河口地域（立石港周辺一帯）を望む。この地域の手前側（西岸域）は屋島の戦いの戦場にもなった讃岐檀ノ浦である。もっとも、江戸時代以来の度重なる開発によって地形は大きく変容し、往時の面影は残されていない。

屋島の南東山腹には屋嶋城（屋島城）があり、その真東の麓の先に入江が広がっていて、日本語としては、この入江、すなわち「浦（入江）」が「檀ノ浦」であったか、もしくは、入江の西の「浦（海辺）」が「檀ノ浦」であった。ここの入江には、今も昔も真北に流れる相引川が注ぎ、北に向けて備讃瀬戸に開けている。相引川の両岸は江戸時代に盛んに埋め立てられ、開拓されて塩田と水田に変わった。その流れのなかで屋島はほとんど島でなくなり、南麓側と東麓側で相引川が四国本土と隔てているだけのほぼ陸続きになった。相引川は依然として備讃瀬戸に注いでいるが、埋立地は塩田と水田から住宅地と市街地に変わってゆき、多くの人々の住む所となった。
飛鳥時代にあたる大宝2年（702年）、大宝律令によって讃岐3軍団の一つとして屋島に山田軍団（讃岐国山田郡の軍団）が置かれ、この地の入江か海辺かあるいはその両方かは分からないが、「団の浦」の意をもって「檀之浦/壇之浦（だんのうら）」と呼ぶようになったと考えられる。 

## 交通アクセス
鉄道
■高松琴平電気鉄道志度線 ●八栗駅
道路

## 周辺地域
- 相引川、備讃瀬戸
- 香川県道14号屋島公園線
- 屋島
  - 屋島寺、屋嶋城（屋島城）
- 香川県道36号高松牟礼線